# 村田雄介
村田 雄介（むらた ゆうすけ、1978年7月4日 - ）は、日本の男性漫画家。熊本県出身。

## 来歴・人物
父の転勤で小学5年生まで、宮城県仙台市太白区八木山弥生町に住んでいた。中学生時代に、アクションゲーム『ロックマン4 新たなる野望!!』および『ロックマン5 ブルースの罠!?』の企画「ボスキャラ募集」に応募し、それぞれダストマン、クリスタルマンとして採用された。2024年1月、アニメ制作スタジオの立ち上げをXで報告している。

## 受賞歴
- 1995年 - 第122回（4月期）ホップ☆ステップ賞入選（「パートナー」）
- 1998年 - 第51回赤塚賞準入選（「さむいはなし」）

## 作品リスト

### 連載
- アイシールド21（原作：稲垣理一郎、『週刊少年ジャンプ』2002年34号 - 2009年29号）作画担当
- ヘタッピマンガ研究所R（『週刊少年ジャンプ』2008年22・23合併号 - 2010年24号）月一連載
- 曇天・プリズム・ソーラーカー（原作：太田垣康男、『ジャンプスクエア』2010年10月号 - 2011年7月号）作画担当
- ワンパンマン[5]（原作：ONE、『となりのヤングジャンプ』2012年6月14日 - 連載中）作画担当
- マンガ家 夜食研究所（『週刊モーニング』2016年31号 - 49号）

### 読切
- パートナー（『週刊少年ジャンプ増刊 Autumn Special』1995年、31p）
- さむいはなし（『週刊少年ジャンプ』1998年29号、15p）
- 怪盗COLT（『週刊少年ジャンプ』2002年12号、19p）
- アイシールド21（原作：稲垣理一郎、『週刊少年ジャンプ』2002年14号・15号、33p・31p）作画担当
- JUMP SUPER STARS 不思議の国のセナ!?（『週刊少年ジャンプ増刊 ジャンプヒーローズ』2005年、23p）
- 窓ふきパルク（『ジャンプスクエア』2008年4月号、35p）
- BLUST!（『週刊少年ジャンプ』2009年22・23合併号、51p）
- マインズ（『週刊少年ジャンプ』2010年29号、47p）
- 弾丸天使ファンクラブ（原作：ONE、『ミラクルジャンプ』2012年No.8、57p）作画担当
- 怒涛の勇者達 （原作：ONE、『週刊ヤングジャンプ』2012年6・7合併号、19p）作画担当
- ゴキブリバスター（原作：ONE、『ヤングガンガン』2015年No.07、31p）作画担当
- 科学と魔法の格闘家たち（原作：いぬころすけ、『週刊少年ジャンプ』2019年35号、60p）作画担当

### アニメ
- マジンボーン（キャラクター原案、第12話原画担当）

### イラスト
- スパイダーバース（日本版単行本のカバー）
- STREET FIGHTER THE NOVEL 俺より強いやつは何処にいる（2016年、原作：CAPCOM、著者：矢野隆、発行：PHP研究所）

### ゲーム
- バディミッション BOND（キャラクターデザイン）

## アシスタント
- 板倉雄一[6]
- そのだたつの助（園田辰之助）[7]
- 西義之[7]
- 中島諭宇樹[8]
- 藤野耕平[7]
- 川口幸範
- 竹内良輔
- ミヨカワ将[9]
- 森本尚司 [6]
- 山田ガレキ
- 増田英二[10]